# 解放战士
解放战士一般指中国第二次国共内战时期被中国人民解放军俘虏而从国民党军队中转化而加入中国人民解放军的原中华民国国军士兵。其实这一称呼在第二次国共内战前就已存在，泛指被中共军队俘虏后加入中共军队的原敌对队伍的士兵。也叫做解放兵或俘虏兵。
这是共产党军队为了充实自己军力，削弱国民党兵力所采用的方法。在当时的解放军中，原国军人员可能占七成以上。1950年代朝鲜战争中的战斗英雄邱少云即是一名解放兵。中国人民解放军上将徐惠滋是解放兵中获得军衔最高者。